# Lybius chaplini
Lybius chaplini е вид птица от семейство Lybiidae. Видът е световно застрашен, със статут Уязвим.

## Разпространение
Видът е разпространен в Замбия.